# Thảm sát Maguindanao
Vụ thảm sát Maguindanao xảy ra vào ngày 23 tháng 11 năm 2009, tại tỉnh Maguindanao thuộc đảo Mindanao của Philippines.
Theo thông tin từ quân đội Philippines đến ngày 24 tháng 11 đã xác định được có ít nhất 46 người thiệt mạng. Theo tổ chức phóng viên không biên giới, trong số các nạn nhân có ít nhất 12 nhà báo 

## Tấn công
Khu vực Nam Philippines thường xuyên xảy ra bạo động giữa các nhóm chính trị, bên cạnh cuộc nổi dậy có từ lâu nay của thành phần Hồi giáo võ trang, nhưng lần này cuộc thảm sát tàn bạo làm bàng hoàng cả quốc gia vùng Đông Nam Á này. Một cố vấn của Tổng thống Arroyo cho rằng đây là cuộc thảm sát ghê gớm nhất ở quốc gia này trong thời gian gần đây. Một cơ quan bảo vệ quyền lợi giới truyền thông cũng nói rằng đây có vẻ là vụ hạ sát đồng loạt nhiều nhà báo nhất trên thế giới, với khoảng 20 người trong số các nạn nhân. Đây là cuộc bạo động được coi là đẫm máu nhất trong lịch sử bầu cử tại Philippines và là hành động bạo lực vì lý do chính trị tệ hại nhất trong lịch sử cận đại quốc gia này.
Sáng ngày 23 tháng 11 năm 2009, chừng 100 tay súng chận đường một đoàn xe chở những người ủng hộ và người nhà của chính trị gia Ismael "Toto" Mangudadatu. Ông cho vợ và hai người chị em đến trước lập thủ tục để ông có thể ra tranh cử thống đốc Maguindanao vào tháng 5, trước đó ông bị hăm dọa sẽ bị hại nếu đích thân đi nạp đơn. Mangudadatu nói đồng minh của thống đốc đương nhiệm chính là kẻ đã đưa ra lời đe dọa. Hàng chục tay súng bắt cóc một nhóm nhà báo, những người ủng hộ và thân nhân của một ứng cử viên khi họ trên đường đến thủ phủ Amputuan để nộp hồ sơ tranh cử cho cuộc bầu cử diễn ra vào tháng 5 năm 2010. Ứng cử viên Ismael Mangudadatu, không ở trong đoàn người bị phục kích, cáo buộc một đối thủ có thế lực từ gia đình Amputuan tổ chức cuộc tấn công này. Giữa hai gia đình từ trước đến lúc này vẫn có sự thù hằn. Vợ ông Mangudadatu và hai người em gái ở trong số những người bị giết. Xác các nạn nhân bị ném chồng chất vào một huyệt đào sâu hai thước.
Một xe gồm một tài xế và bốn người khác, đang trên đường đưa một người bị đột quị cùng vợ ông đến một bệnh viện, vô tình chạy theo sau đoàn xe đang bị phục kích nên cũng trở thành nạn nhân. Một cảnh sát viên xác nhận tìm thấy chiếc xe lẫn xác bốn người này nơi khu vực chôn tập thể. Theo tổ chức Phóng viên Không Biên giới, có ít nhất 12 nhà báo trong số những người bị giết, khiến ngày 23 tháng 11 năm 2009 trở thành một ngày có nhiều phóng viên bị chết nhất trên thế giới. Chính phủ Philippines đặt Maguindanao và vùng phụ cận trong tình trạng khẩn cấp, những người còn sống sót sau cuộc thảm sát thì được chính phủ đặt trong chương trình bảo vệ nhân chứng.

## Ban hành tình trạng khẩn cấp
Ngày 24 tháng 11, Tổng thống Philippines Gloria Macapagal Arroyo ban hành tình trạng khẩn cấp tại hai tỉnh phía Nam trong khi giới chức an ninh tìm thấy thêm các xác chết, nâng tổng số người bị giết lên 46. Cảnh sát và quân đội tìm thấy 22 xác chết trong một hố chôn tập thể bên sườn đồi ngày 24 tháng 11, ngoài 24 xác đầy vết đạn tìm thấy gần cuộc thảm sát tại tỉnh Maguindanao.
Bà Arroyo tuyên bố tình trạng khẩn cấp ở hai tỉnh Maguindanao và Sultan Kudarat cạnh đó để lực lượng an ninh có thể mở ra các cuộc lục soát, thành lập nút chặn để bắt các tay súng can dự vào cuộc tấn công.

## Tảo thanh thủ phạm
Ngày 25 tháng 11, Tổng thống Arroyo bắt đầu chương trình tảo thanh nhằm bắt giữ những người liên can đến vụ thảm sát. Phát Ngôn viên Cerge Remonde nói, "Tổng thống nổi giận trước hành động man rợ này, và sẽ huy động toàn lực an ninh và cảnh sát quốc gia để truy bắt thủ phạm. Chúng tôi hy vọng sẽ bắt giữ và truy tố tất cả trong vòng 24 giờ tới." Tuy nhiên, ông này không nói dự trù sẽ có bao nhiêu người bị bắt. Những cái chết là hậu quả của một cuộc tranh chấp chính trị, chứ không do bàn tay của quân Hồi giáo ly khai nơi vùng đất bất ổn.
Chính quyền giải tán toàn bộ lực lượng dân quân miền Nam Philippines tình nghi có liên quan đến cuộc thảm sát. Số người chết tăng cao sau khi tìm thấy thêm 11 xác ở vùng thôn quê của tỉnh Mindanao ngày 25/11, nơi những xác này bị chôn lấp một cách vội vã. TT Arroyo tuyên bố 25/11 là ngày quốc tang. Chính phủ bị áp lực phải tìm bắt thủ phạm chịu trách nhiệm việc bắt cóc và thảm sát nhiều chính trị gia, luật sư, nhà báo, cùng những người vô can khác.
Người ta nghi ngờ gia đình Ampatuan, một đồng minh quan trọng của chính phủ Arroyo ở vùng Maguindanao, thuộc miền Nam tỉnh Mindanao có dính líu đến vụ thảm sát. Những người bị giết gồm cả vợ và hai chị em của một chính trị gia dự tính sẽ ra tranh cử ghế thống đốc tiểu bang bỏ trống vào năm 2010. Trong lúc cuộc điều tra đang tiến hành, một phát ngôn viên cảnh sát quốc gia nói rằng, Andal Ampatuan Jr., một thị trưởng địa phương, cũng là con trai của vị thống đốc Maguidanao có dính líu đến tội ác này.

## Tranh luận
Kenneth E. Bauzon, một nhà phân tích về Philippines, vừa là giáo sư phụ tá môn Khoa học Chính trị tại St. Joseph's College ở New York cho rằng, tranh chấp giữa hai gia tộc Ampatuan và Mangudadatu vốn thù hằn lẫn nhau từ lâu ở Maguindanao, và hành động này là kết quả của cả một quá trình tích lũy lâu dài về những hành động bao che của chính phủ đối với riêng một gia đình.
Bauzon nói, "Khi chính phủ ngoảnh mặt làm ngơ trước những tường trình của nhà báo về sự lạm quyền của quân đội, về những vụ ám sát các nhân viên của giáo hội, về những nhà hoạt động bảo vệ môi trường bị giết hoặc bị bắt cóc. Việc làm ngơ được trước những hành động như thế thì việc thảm sát chỉ là một, hai bước kế tiếp mà thôi." Vụ giết người có thể gây tổn hại thêm cho uy thế chính trị của bà Arroyo, tiếp sau những bê bối của chính phủ qua cuộc bầu cử năm 2004, và những lời chỉ trích về phản ứng của chính phủ qua những trận bão vừa qua.

## Nạn nhân
Các nạn nhân đi trong 6 xe đến nơi đăng ký tranh cử cho ông Esmael Mangudadatu bao gồm người thân, các nhà báo và người ủng hộ.

### Gia đình Mangudadatu và các cộng sự
| Tên                          | Mô tả                                                                       |
| ---------------------------- | --------------------------------------------------------------------------- |
| Genalyn Tiamson-Mangudadatu  | Vợ của Ismael Mangudadatu                                                   |
| Eden Mangudadatu             | Phó thị trưởng của Mangudadatu, Maguindanao, chị gái của Ismael Mangudadatu |
| Rowena Mangudadatu           | Anh em họ của Ismael Mangudadatu                                            |
| Manguba Mangudadatu          | Dì của Ismael Mangudadatu                                                   |
| Faridah Sabdulah             | Luật sư                                                                     |
| Farida Mangudadatu           | Chị em của Ismael Mangudadatu                                               |
| Farina Manguidadatu          | Chị em của Ismael Mangudadatu                                               |
| Concepcion "Connie" Brizuela | 56 tuổi, luật sư                                                            |
| Cynthia Oquendo              | 35 tuổi, luật sư                                                            |
| Catalino Oquendo             | Cha của Cynthia Oquendo                                                     |
| Rasul Daud                   | Tài xế của Sultan Kudarat Rep. Pax Mangudadatu                              |

### Các nhà báo
Theo Philippine Daily Inquirer thì có 43 nhà báo đi theo đoàn bị bắt cóc và bị giết. nhưng đến nay (24/11/09) mới xác định được con số này là 25.
| Tên                       | Mô tả                                                                 |
| ------------------------- | --------------------------------------------------------------------- |
| Alejandro "Bong" Reblando | Phóng viên của "Manila Bulletin", cựu phóng viên của Associated Press |
| Henry Araneta             | Phóng viên của "DZRH" thường trú tại General Santos                   |
| Napoleon "Nap" Salaysay   | Quản lý của "DZRO"                                                    |
| Bart Maravilla            | Báo "Bombo Radyo" tại Koronadal                                       |
| Jhoy Dojay                | Báo "Goldstar Daily"                                                  |
| Andy Teodoro              | Phóng viên của "Central Mindanao Inquirer"                            |
| Ian Subang                | "Mindanao Focus", một Tuần báo tại General Santos                     |
| Leah Dalmacio             | Phóng viên của "Mindanao Focus"                                       |
| Gina Dela Cruz            | Phóng viên của "Mindanao Focus"                                       |
| Maritess Cablitas         | Phóng viên của "Mindanao Focus"                                       |
| Neneng Montano            | Phóng viên của Tuần báo "Saksi"                                       |
| Victor Nuñez              | Phóng viên của đài UNTV                                               |
| Ronnie I. Diola           | Nhân viên quay phim của đài UNTV                                      |
| Jolito Evardo             | Nhân viên biên tập của đài UNTV                                       |
| Daniel Tiamson            | Tài xế của đài UNTV                                                   |
| Reynaldo Momay            | Phóng viên thường trú tại Koronadal                                   |
| Rey Merisco               | Phóng viên thường trú tại Koronadal                                   |
| Ronnie Perante            | Phóng viên thường trú tại Koronadal                                   |
| Jun Legarta               | Phóng viên thường trú tại Koronadal                                   |
| Val Cachuela              | Phóng viên thường trú tại Koronadal                                   |
| Santos "Jun" Gatchalian   | Phóng viên thường trú tại Davao                                       |
| Joel Parcon               | Phóng viên tự do                                                      |
| Noel Decena               | Phóng viên tự do                                                      |
| John Caniba               | Phóng viên tự do                                                      |
| Art Belia                 | Phóng viên tự do                                                      |
| Ranie Razon               | Phóng viên tự do                                                      |
| Archie Ace David          | Phóng viên tự do                                                      |
| Fernanado "Ferdz" Mendoza | Tài xế tự do                                                          |

### Các thương vong dân sự khác
Xe Toyota Vios đỏ
Con số xác định là 5. Họ trở thành nạn nhân khi vô tình bị xem là một phần của đoàn xe.
| Tên                | Mô tả                                            |
| ------------------ | ------------------------------------------------ |
| Eduardo Lechonsito | Nhân viên chính phủ tại Tacurong, Sultan Kudarat |
| Cecille Lechonsito | Vợ của Eduardo Lechonsito                        |
| Mercy Palabrica    | Đồng nghiệp của Eduardo Lechonsito               |
| Daryll delos Reyes | Đồng nghiệp của of Eduardo Lechonsito            |
| Wilhelm Palabrica  | Tài xế                                           |

Xe Toyota FX xanh
Con số xác định 1. Nhầm lẫn là một phần của đoàn xe.
| Name          | Description                                                                                       |
| ------------- | ------------------------------------------------------------------------------------------------- |
| Anthony Ridao | Nhân viên của Ban Điều phối Thống kê Quốc gia và là con trai của nghị viên Cotabato Marino Ridao. |